# 保卫民主基金会
保卫民主基金会（简写为FDD），又译作捍卫民主基金会，是一家总部设在美国华盛顿特区的501(c)(3)的非营利智库和政策研究所及游说组织。该组织于2001成立，其政治倾向被划归为无党派、鹰派和新保守主义等。中国将其视为“美国价值观的积极倡导者”与“新保守主义堡垒”。
保卫民主基金会每年都会举办各种各样的活动，包括年度华盛顿论坛，国会山简报会、为政府官员、外交官和军官举行的专家圆桌会议、新书发布以及政策界内部的小组讨论和辩论等。
FDD发表关于外交政策和安全问题的研究报告，重点关注核不扩散、网络威胁、制裁、非法金融以及围绕朝鲜、伊朗、俄罗斯、阿富汗战争和其他研究领域的政策等主题。

## 历史与使命
保卫民主基金会成立于2001年，就在九一一袭击事件之后。在向美国国家税务局申请免税地位的最初文件中，该组织称其使命是“提供教育，以提高以色列在北美的形象和公众对影响以色列与阿拉伯关系的问题的理解”。在它的网站上，FDD称自己是“一个非营利、无党派的501(c)3政策机构”，重点关注外交政策和国家安全，这些议题将政策研究、民主和反恐教育、战略传播和调查报导（investigative journalism）结合起来，以支持其促进多元主义、捍卫民主价值和打击恐怖主义的意识形态。
根据美国《游说披露法》（Lobbying Disclousur Act of 1995，LDA），FDD于2019年11月15日正式注册为游说团体。